# ستيوارت إدوارد
ستيوارت إدوارد (1 نوفمبر 1943 في نيوزيلندا - ) (بالإنجليزية: Stewart Edward)‏ هو لاعب كريكت نيوزلندي.

## وصلات خارجية
- ستيوارت إدوارد على موقع إي آس بي آن كريك إنفو (الإنجليزية)